# اسکالون (کالیفرنیا)
اسکالون (به انگلیسی: Escalon) شهری در شهرستان سن ژواکین، کالیفرنیا ایالت کالیفرنیا است که در سرشماری سال ۲۰۱۰ میلادی، ۷۱۳۲ نفر جمعیت داشته است.